# Hirzberg
Hirzberg är ett berg i Österrike.   Det ligger i distriktet Liezen och förbundslandet Steiermark, i den centrala delen av landet, 210 km väster om huvudstaden Wien. Toppen på Hirzberg är 1 944 meter över havet.
Terrängen runt Hirzberg är varierad. Närmaste större samhälle är Bad Aussee, 12,2 km norr om Hirzberg. 
I omgivningarna runt Hirzberg växer i huvudsak blandskog. Runt Hirzberg är det ganska glesbefolkat, med 25 invånare per kvadratkilometer.